# Quartz (OpenSymphony)
Pour les articles homonymes, voir Quartz.
Quartz est le nom d'un projet open source pour l'ordonnancement de tâches informatiques en Java.